# Camacolaimus bulbosus
Camacolaimus bulbosus is een rondwormensoort uit de familie van de Camacolaimidae. De wetenschappelijke naam van de soort is voor het eerst geldig gepubliceerd in 1957 door Timm.